# Mons-sur-Orge
Mons-sur-Orge ist ein Stadtteil von Athis-Mons im französischen Département Essonne in der Region Île-de-France.

## Geschichte

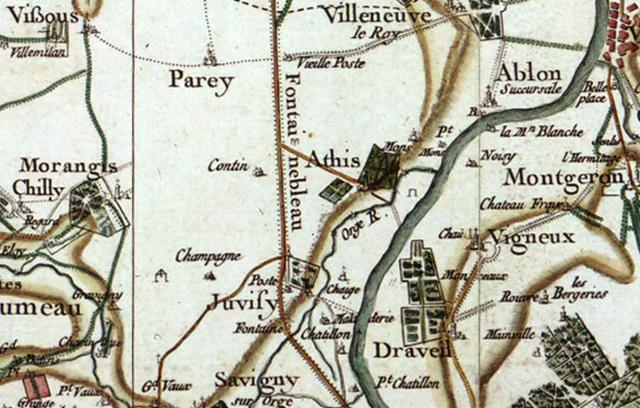
Karte aus dem 17. Jahrhundert

Der Ort wird erstmals im 10. Jahrhundert überliefert.
Im Jahr 1817 wurden die ehemals selbständigen Gemeinden Athis-sur-Orge und Mons-sur-Orge zur neuen Gemeinde Athis-Mons zusammengeschlossen.

## Sehenswürdigkeiten
- Waschhaus aus dem 18. Jahrhundert